# Pultenaea linophylla
Pultenaea linophylla är en ärtväxtart som beskrevs av Heinrich Adolph Schrader och Wendl. Pultenaea linophylla ingår i släktet Pultenaea och familjen ärtväxter. Inga underarter finns listade i Catalogue of Life.